# Таухе
Таухе (нем. Tauche, луж. Tuchow) — коммуна в Германии, в земле Бранденбург.
Входит в состав района Одер-Шпре. Занимает площадь 119,93 км².
Коммуна подразделяется на 12 сельских округов.

## Население
| Год  | Население |
| ---- | --------- |
| 1990 | 4 400     |
| 1995 | 4 378     |
| 2000 | 4 295     |
| 2005 | 4 043     |
| 2010 | 3 881     |
| 2015 | 3 875     |
| 2020 | 3 789     |

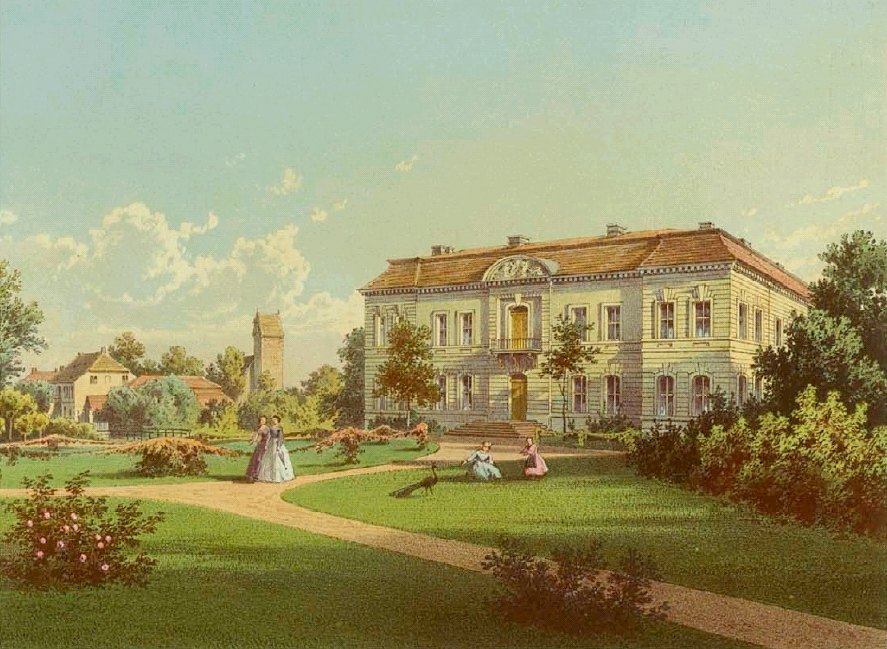
Таухе
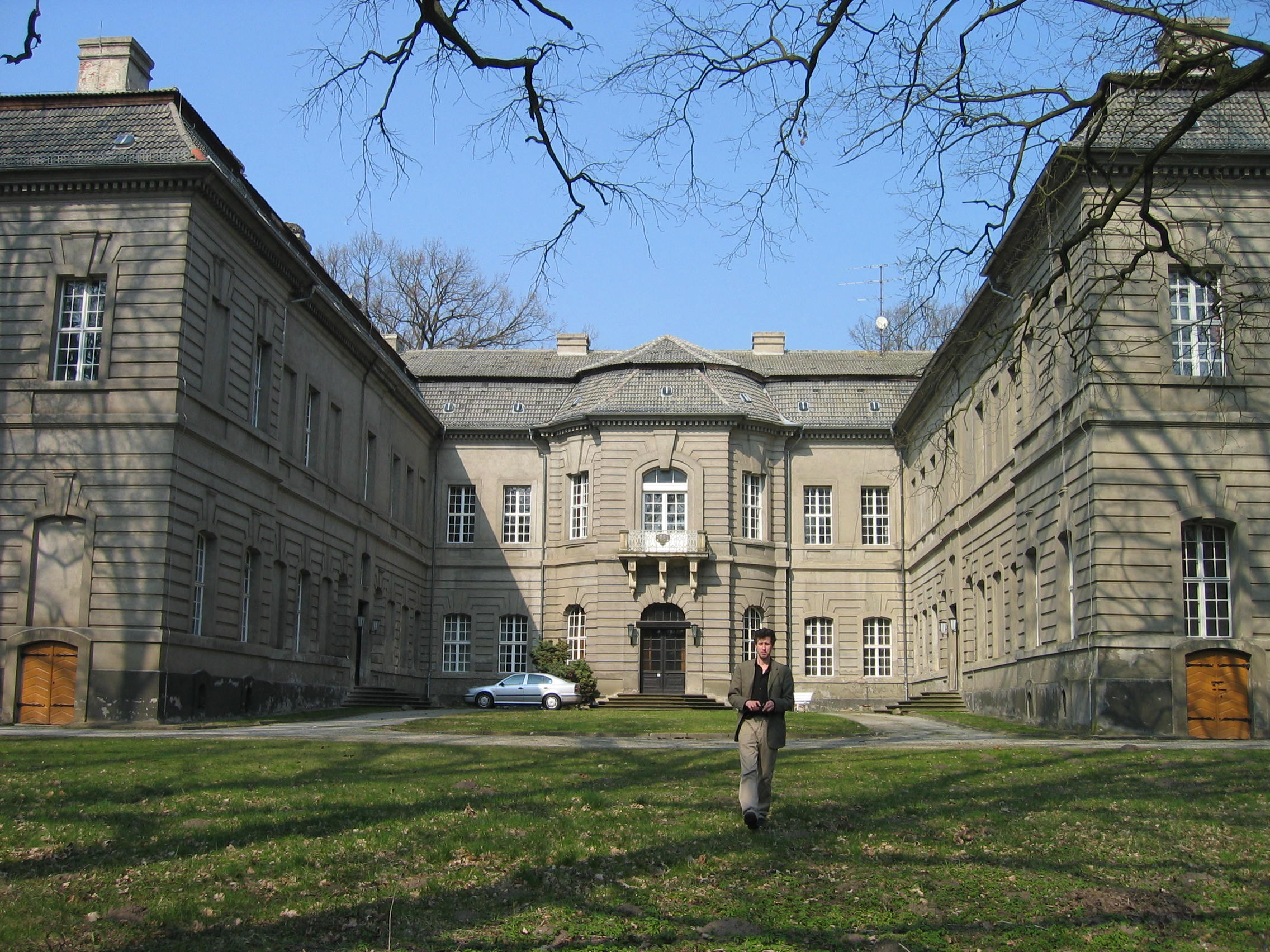
Schloss Kossenblatt
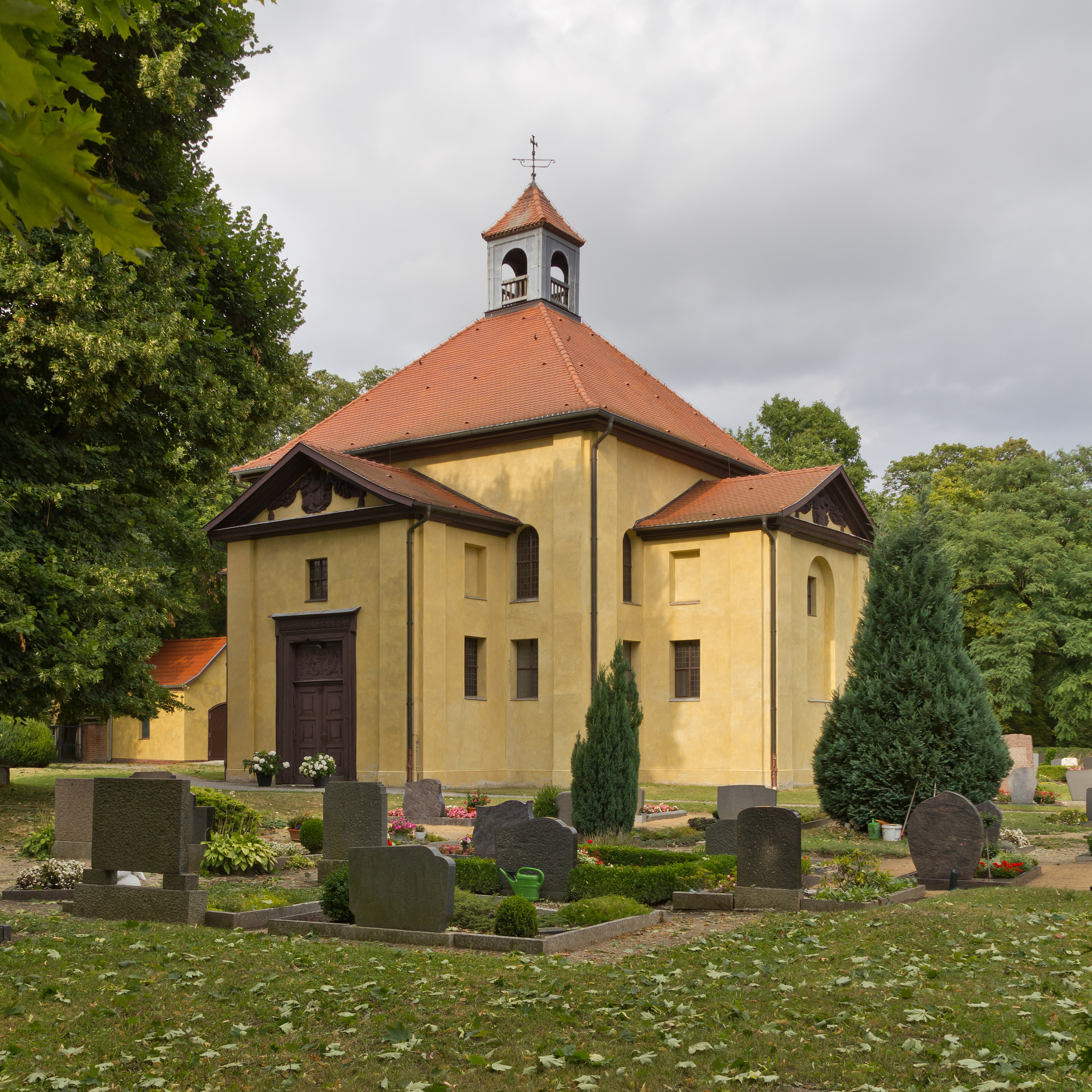
Kirche Lindenberg
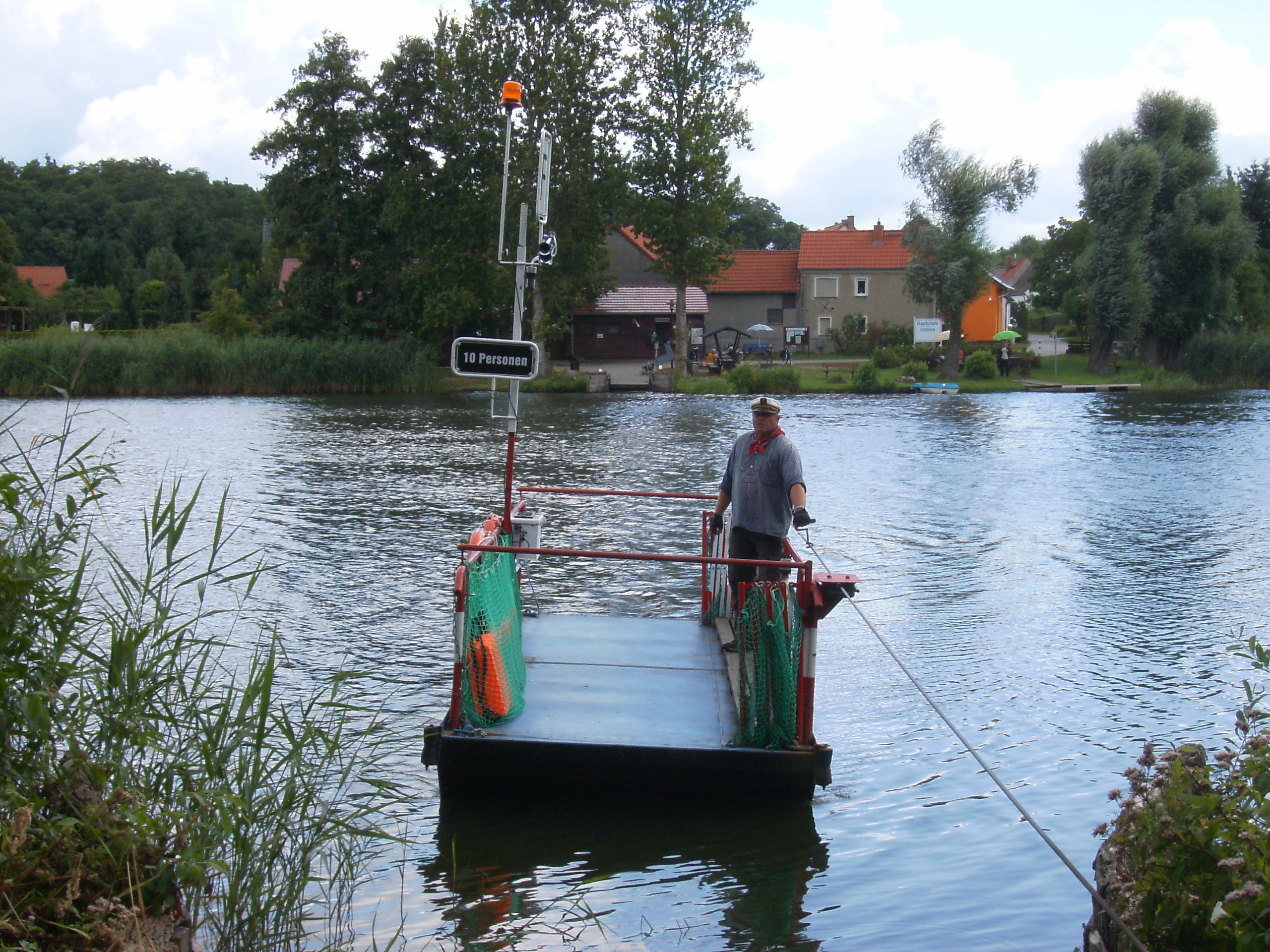
Handseilzugfähre Leißnitz